# Station Godarville
Station Godarville is een spoorwegstation langs spoorlijn 117 (Luttre - Eigenbrakel) in Godarville, een deelgemeente van de gemeente Chapelle-lez-Herlaimont. Het is nu een stopplaats.

## Treindienst
| Serie       | Treinsoort               | Route | Bijzonderheden                                                         |
| ----------- | ------------------------ | --- | ---------------------------------------------------------------------- |
| S 62        | S-trein Charleroi (NMBS) | Luttre – Godarville – Manage – La Louvière-Centrum – Charleroi-Centraal                                                                                                | Rijdt in het weekend tussen La Louvière-Centrum en Charleroi-Centraal. |
| L 4350C     | L-trein (NMBS)           | Charleroi-Centraal – Luttre – Godarville – Manage – La Louvière-Centrum                                                                                                | Rijdt op werkdagen tussen 's-Gravenbrakel en Manage.                   |
| P 7770/8770 | Piekuurtrein (NMBS)      | [ Manage – [ Godarville – Luttre ] / [ Bergen – Quévy ] / [ 's-Gravenbrakel ] ] / [ La Louvière-Zuid – [ Bergen ] / [ Godarville – Luttre ] / [ Charleroi-Centraal ] ] | Rijdt alleen op werkdagen.                                             |

## Reizigerstellingen
De grafiek en tabel geven het gemiddeld aantal instappende reizigers weer op een week-, zater- en zondag.
| Tabel: aantal instappende reizigers station Godarville | Tabel: aantal instappende reizigers station Godarville | Tabel: aantal instappende reizigers station Godarville | Tabel: aantal instappende reizigers station Godarville |
|                                                        | Weekdag                                                | Zaterdag                                               | Zondag                                                 |
| ------------------------------------------------------ | ------------------------------------------------------ | ------------------------------------------------------ | ------------------------------------------------------ |
| 1977                                                   | 213                                                    | 28                                                     | 24                                                     |
| 1978                                                   | 211                                                    | 25                                                     | 21                                                     |
| 1979                                                   | 194                                                    | 31                                                     | 16                                                     |
| 1980                                                   | 249                                                    | 31                                                     | 29                                                     |
| 1981                                                   | 205                                                    | 32                                                     | 28                                                     |
| 1982                                                   | 244                                                    | 22                                                     | 22                                                     |
| 1983                                                   | 255                                                    | 23                                                     | 21                                                     |
| 1984                                                   | 198                                                    | 35                                                     | 36                                                     |
| 1985                                                   | 213                                                    | 37                                                     | 25                                                     |
| 1986                                                   | 214                                                    | 44                                                     | 30                                                     |
| 1987                                                   | 213                                                    | 19                                                     | 9                                                      |
| 1988                                                   | 212                                                    | 76                                                     | 66                                                     |
| 1989                                                   | 257                                                    | 48                                                     | 45                                                     |
| 1990                                                   | 163                                                    | 51                                                     | 41                                                     |
| 1991                                                   | 178                                                    | 68                                                     | 44                                                     |
| 1992                                                   | 210                                                    | 62                                                     | 47                                                     |
| 1993                                                   | 198                                                    | 60                                                     | 40                                                     |
| 1994                                                   | 193                                                    | 46                                                     | 29                                                     |
| 1995                                                   | 145                                                    | 33                                                     | 20                                                     |
| 1996                                                   | 160                                                    | 35                                                     | 23                                                     |
| 1997                                                   | 135                                                    | -                                                      | -                                                      |
| 1998                                                   | 172                                                    | 27                                                     | 11                                                     |
| 1999                                                   | 171                                                    | 22                                                     | 20                                                     |
| 2000                                                   | 191                                                    | 34                                                     | 24                                                     |
| 2001                                                   | 150                                                    | 18                                                     | 13                                                     |
| 2002                                                   | 156                                                    | 22                                                     | 18                                                     |
| 2003                                                   | 182                                                    | 24                                                     | 16                                                     |
| 2004                                                   | 188                                                    | 23                                                     | 12                                                     |
| 2005                                                   | 190                                                    | 24                                                     | 24                                                     |
| 2006                                                   | 217                                                    | 18                                                     | 11                                                     |
| 2007                                                   | 189                                                    | 24                                                     | 19                                                     |
| 2008                                                   | -                                                      | -                                                      | -                                                      |
| 2009                                                   | 173                                                    | 16                                                     | 15                                                     |
| 2010                                                   | -                                                      | -                                                      | -                                                      |
| 2011                                                   | -                                                      | -                                                      | -                                                      |
| 2012                                                   | 207                                                    | 25                                                     | 18                                                     |
| 2013                                                   | 232                                                    | 25                                                     | 19                                                     |
| 2014                                                   | 229                                                    | 24                                                     | 11                                                     |
| 2015                                                   | 136                                                    | 26                                                     | 14                                                     |
| 2016                                                   | 151                                                    | 9                                                      | 13                                                     |
| 2017                                                   | 115                                                    | 16                                                     | 9                                                      |
| 2018                                                   | 112                                                    | 30                                                     | 14                                                     |
| 2019                                                   | 110                                                    | 25                                                     | 20                                                     |
| 2020                                                   | 58                                                     | 13                                                     | 14                                                     |
| 2021                                                   | -                                                      | -                                                      | -                                                      |
| 2022                                                   | 103                                                    | 37                                                     | 28                                                     |
| 2023                                                   | 112                                                    | 31                                                     | 26                                                     |
| 2024                                                   | 105                                                    | 23                                                     | 27                                                     |

0,0: 's-Gravenbrakel ·
5,9: Écaussinnes ·
8,5: Marche-lez-Écaussinnes ·
12,0: Familleureux ·
14,2: Manage ·
18,6: Godarville ·
21,5: Gouy-lez-Piéton ·
24,6: Pont-à-Celles ·
26,9: Luttre